# Propuesta de adelanto de elecciones generales de Perú de 2026 a 2023
La propuesta de adelanto de elecciones generales de Perú de 2026 a 2023 fue una reforma constitucional planteada por la Comisión de Constitución del Congreso peruano, en respuesta a una de las principales demandas de los manifestantes opositores al gobierno de Dina Boluarte, en el contexto de las protestas en Perú de 2022-2023.

## Antecedentes

### Propuesta de Pasión Dávila (26 de abril de 2022)
El 26 de abril de 2022, el congresista Pasión Dávila (Perú Libre) presentó un proyecto de reforma constitucional para el recorte del mandato presidencial y parlamentario para julio de 2023; no obstante, la propuesta sería retirada al día siguiente.

### Propuesta de Digna Calle (28 de abril de 2022)
El 28 de abril de 2022, la congresista Digna Calle (Podemos Perú) presentó el primer proyecto de adelanto electoral para marzo de 2023:

Cuarta.- El Presidente y la Vicepresidenta de la República elegidos en las Elecciones Generales de 2021, concluyen su mandato el 28 de julio de 2023. Los Congresistas de la República y los representantes peruanos ante el Parlamento Andino, elegidos en el mismo proceso electoral culminan su representación el 26 de julio de 2023. No son de aplicación para ellos, por excepción, los plazos establecidos en los Artículos 90, 112 y 116 de la Constitución Política.

Las elecciones generales para elegir al Presidente, Vicepresidentes de la República, Congresistas de la República y los representantes peruanos ante el Parlamento Andino, la convoca el Presidente de la República dentro de las 48 horas de entrada en vigencia del presente artículo y se realizan el último domingo de marzo de 2023. Para este proceso electoral, el plazo previsto en el primer párrafo del artículo 91 de la Constitución Política, es de cuatro meses.
El texto no llegaría a ser votado en el pleno del Congreso ante la falta de apoyos. Digna Calle, como tercera vicepresidenta del Congreso, llegó a ser sometida a una moción de censura impulsada por el grupo parlamentario Renovación Popular debido a su insistencia para el voto de ese proyecto.

### Propuesta de Susel Paredes (29 de abril de 2022)
Al día siguiente, la congresista Susel Paredes (Partido Morado) retomó el proyecto retirado de Pasión Dávila, que constaba de los siguientes términos:
Cuarta. El Presidente y la Vicepresidenta de la República elegidos en las Elecciones Generales de 2021, concluirán su mandato el 28 de julio de 2023. Los congresistas y representantes ante el parlamento andino elegidos en el mismo proceso electoral culminarán su representación el 26 de julio de 2023. Excepcionalmente, no son de aplicación para ellos, los plazos señalados en los artículos 90 y 112° de la Constitución Política.

### Propuesta de la Comisión de Constitución (16 de diciembre de 2022)
Cerca de las 2 de la tarde del 16 de diciembre, se sometió a votación el texto propuesto por el titular de la Comisión de Constitución, Hernando Guerra García (Fuerza Popular), que reza lo siguiente:
Cuarta.- La presidenta de la República en funciones, convoca a elecciones generales, las que se llevan a cabo en el mes de diciembre de 2023. Concluye su mandato el 30 de abril de 2024. Los congresistas y representantes ante el Parlamento Andino elegidos en las Elecciones Generales 2021, culminan su representación el 28 de abril de 2024. No son de aplicación para ellos, por excepción, los plazos establecidos en los artículos 90, 112 y 116 de la Constitución Política.
El Congreso rechazó el proyecto de adelanto de elecciones a diciembre de 2023 con 49 votos a favor, 33 en contra y 25 abstenciones. El proyecto solo recibió los votos a favor mayoritariamente de Fuerza Popular y Alianza para el Progreso, con Avanza País, Renovación Popular, Acción Popular y Somos Perú votando en contra o en abstención. Durante la votación, parlamentarios de Perú Libre, Bloque Magisterial, Cambio Democrático, Perú Democrático y Perú Bicentenario se negaron a participar e interrumpieron en el pleno exigiendo su proyecto de asamblea constituyente. Una de los congresistas que interrumpieron, Silvana Robles, insistió en incluir el proyecto de asamblea constituyente por el «dictamen mafioso que pretendió aprobar el fujimorismo». Susel Paredes, promotora del proyecto, condenó el comportamiento y que «el pueblo juzgará a la izquierda».
En consecuencia, este proyecto de ley no consiguió la supermayoría de 87 votos para la aprobación parlamentaria de la reforma constitucional, ni la mayoría absoluta de 66 votos para su aprobación mediante referéndum. Al acabar la sesión, se solicitó la reconsideración de la votación.

## Preludio
El 20 de diciembre de 2022, tras una fallida votación, el Congreso peruano aprobó en primera votación la convocatoria a elecciones anticipadas para abril de 2024. Era necesario una ratificación en una nueva legislatura de la reforma constitucional que implicaba el proyecto original por una mayoría calificada o bien su aprobación mediante referéndum. El proyecto original señalaba:
Cuarta.- La Presidenta de la República actualmente en funciones, convoca a elecciones generales, las que se llevan a cabo en abril de 2024. Concluye su mandato el 28 de julio de 2024. Los congresistas de la República y representantes ante el Parlamento Andino elegidos en las Elecciones Generales 2021, culminan su representación el 26 de julio de 2024. No son de aplicación para ellos, por excepción, los plazos establecidos en los artículos 90 y 112 de la Constitución Política.
El proyecto aprobado no satisfizo una de las principales demandas de los manifestantes opositores al gobierno de Dina Boluarte: la convocatoria a unas elecciones generales inmediatas para renovar tanto el Poder Ejecutivo como los representantes ante el Congreso de la República.

## Propuestas

### Propuesta de Juntos por el Perú (26 de enero de 2023)
El 26 de enero, el grupo parlamentario Juntos por el Perú presentó la primera propuesta de reforma constitucional para un adelanto electoral para octubre de 2023:
Cuarta.- La Presidenta de la República actualmente en funciones, convoca a elecciones generales, las que se llevan a cabo en el mes de octubre de 2023. Concluye su mandato el 31 de diciembre de 2023. Los congresistas y representantes ante el Parlamento Andino elegidos en las Elecciones Generales 2021, culminan su representación el 29 de diciembre de 2023. No son de aplicación para ellos por excepción, los plazos establecidos en los artículos 90, 112 y 116 de la Constitución Política.

### Propuesta de Fuerza Popular (27 de enero de 2023)
Al día siguiente, el grupo parlamentario Fuerza Popular presentó una nueva propuesta de reforma constitucional similar a la de Juntos por el Perú:
Cuarta.- La presidenta de la República actualmente en funciones convoca a elecciones generales, las que se llevan a cabo en el mes de octubre de 2023, Concluye su mandato el 31 de diciembre de 2023, exceptuándose del plazo dispuesto en el artículo 112 de la Constitución. El presidente de la República electo en las Elecciones Generales 2023 presta el juramento de ley y asume sus funciones el 01 de enero de 2024, exceptuándose del plazo dispuesto en el artículo 116 de la Constitución, y culmina su mandato el 28 de julio de 2029.
Los congresistas de la República y los representantes ante el Parlamento Andino elegidos en las Elecciones Generales 2021 culminan su representación el 30 de diciembre de 2023, exceptuándose el plazo dispuesto en el artículo 90 de la Constitución. Los congresistas de la República y los representantes ante el Parlamento Andino electos en las Elecciones Generales 2023 prestan el juramento de ley y asumen sus funciones el 31 de diciembre de 2023 y culminan su mandato el 26 de julio de 2029.
Quinta. El Congreso de la República, con la asistencia técnica de las entidades que conforman el sistema electoral, elabora y aprueba la normativa procesal electoral aplicable a las Elecciones Generales 2023.